# Baisieux (Nord)
Pour les articles homonymes, voir Baisieux.
Baisieux est une commune française, située dans le département du Nord en région Hauts-de-France. Elle fait partie de la Métropole européenne de Lille.

## Géographie

### Description

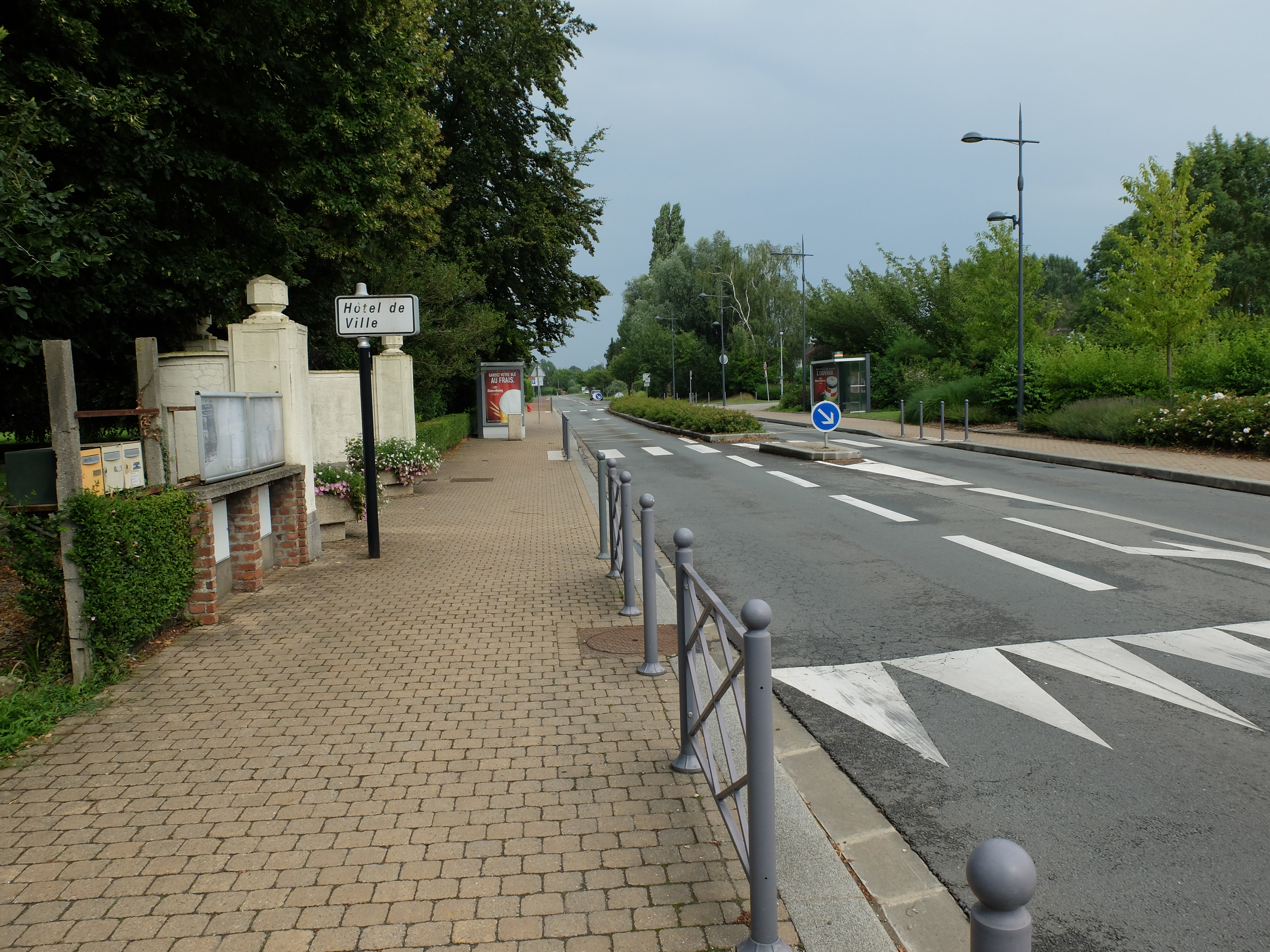
La rue de la mairie.

Située en Flandre romane, Baisieux, située à l'est de Lille, est une ville frontalière avec la Belgique.

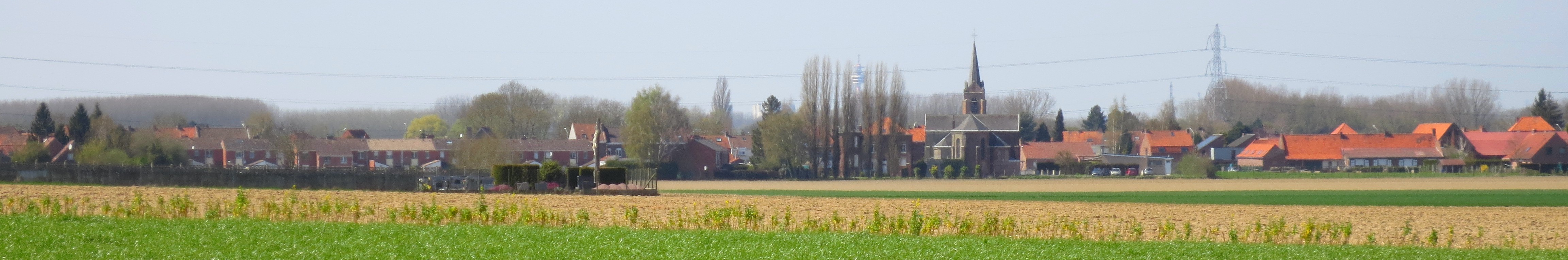
Vue panoramique de Baisieux.

### Communes limitrophes
|         | Willems           |                            |
| Chéreng | Baisieux          | Hertain/Lamain ( Belgique) |
| Gruson  | Camphin-en-Pévèle |                            |

### Hydrographie

#### Réseau hydrographique
La commune est située dans le bassin Artois-Picardie. Elle est drainée par la Riez Simon, le Baisieux, le ruisseau de Saint-calixte et divers autres petits cours d'eau,.

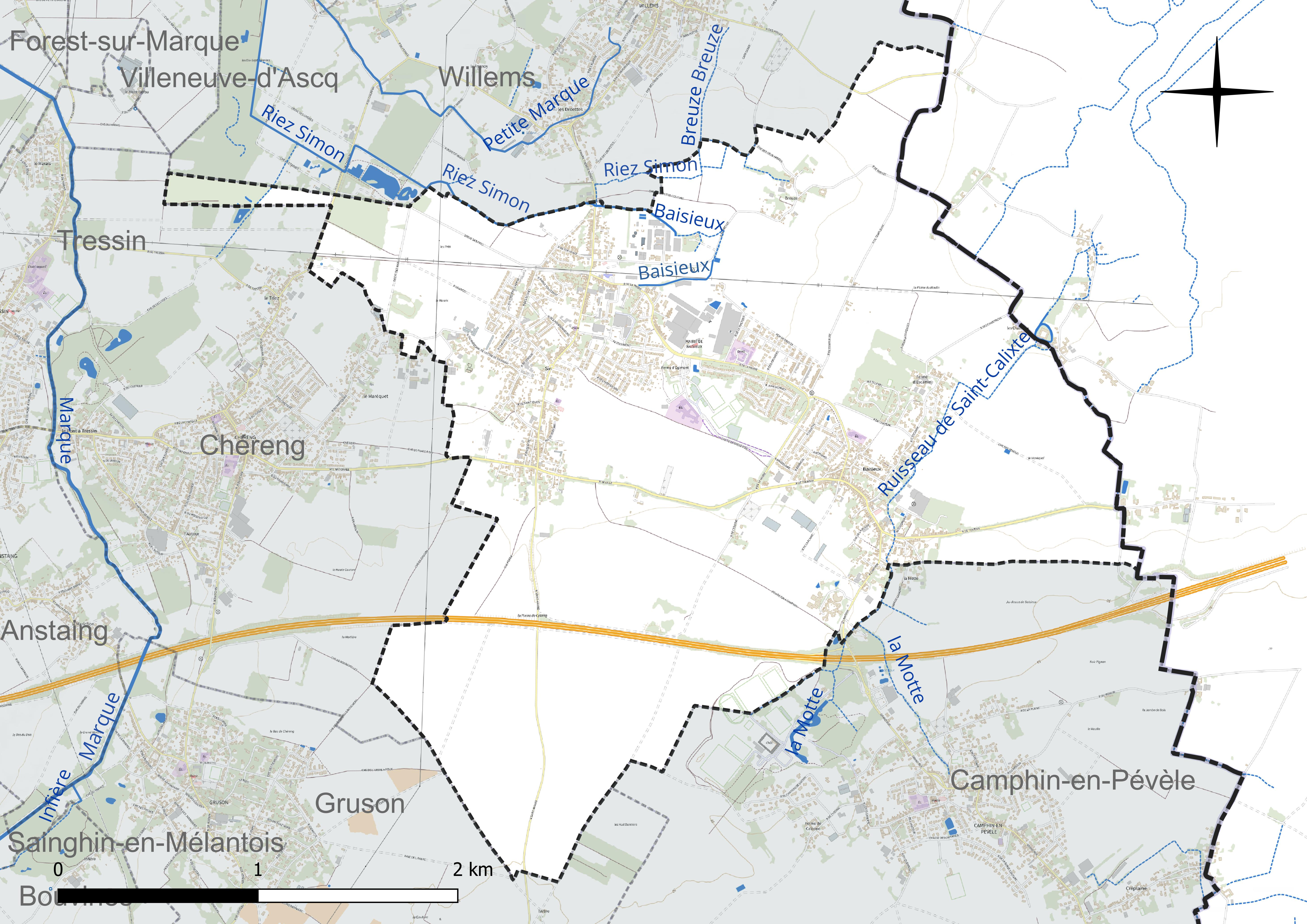
Réseau hydrographique de Baisieux.

#### Gestion et qualité des eaux
Le territoire communal est couvert par le schéma d'aménagement et de gestion des eaux (SAGE) « Marque Deûle ». Ce document de planification concerne un territoire de 1 120 km2 de superficie, délimité par les bassins versants de la Marque et de la Deûle, formant une vaste cuvette sédimentaire de 40 km de long et de 25 km de large, où la pente est très faible. Le périmètre a été arrêté le 2 décembre 2005 et le SAGE proprement dit a été approuvé le 9 mars 2020. La structure porteuse de l'élaboration et de la mise en œuvre est la Métropole européenne de Lille. 
La qualité des cours d'eau peut être consultée sur un site dédié géré par les agences de l'eau et l'Agence française pour la biodiversité. 

### Climat
Pour des articles plus généraux, voir Climat des Hauts-de-France et Climat du Nord.
En 2010, le climat de la commune est de type climat des marges montargnardes, selon une étude du CNRS s'appuyant sur une série de données couvrant la période 1971-2000. En 2020, Météo-France publie une typologie des climats de la France métropolitaine dans laquelle la commune est exposée à un climat océanique et est dans la région climatique  Nord-est du bassin Parisien, caractérisée par un ensoleillement médiocre, une pluviométrie moyenne régulièrement répartie au cours de l'année et un hiver froid (3 °C). 
Pour la période 1971-2000, la température annuelle moyenne est de 10,6 °C, avec une amplitude thermique annuelle de 14,2 °C. Le cumul annuel moyen de précipitations est de 697 mm, avec 12 jours de précipitations en janvier et 9,2 jours en juillet. Pour la période 1991-2020, la température moyenne annuelle observée sur la station météorologique la plus proche, située sur la commune de Lesquin à 10 km à vol d'oiseau, est de 11,3 °C et le cumul annuel moyen de précipitations est de 740,0 mm,. Pour l'avenir, les paramètres climatiques de la commune estimés pour 2050 selon différents scénarios d'émission de gaz à effet de serre sont consultables sur un site dédié publié par Météo-France en novembre 2022.

## Urbanisme

### Typologie
Au 1er janvier 2024, Baisieux est catégorisée ceinture urbaine, selon la nouvelle grille communale de densité à sept niveaux définie par l'Insee en 2022.
Elle appartient à l'unité urbaine de Lille (partie française), une agglomération internationale regroupant 60  communes, dont elle est une commune de la banlieue,,. Par ailleurs la commune fait partie de l'aire d'attraction de Lille (partie française), dont elle est une commune de la couronne,. Cette aire, qui regroupe 201 communes, est catégorisée dans les aires de 700 000 habitants ou plus (hors Paris),.

### Occupation des sols
L'occupation des sols de la commune, telle qu'elle ressort de la base de données européenne d'occupation biophysique des sols Corine Land Cover (CLC), est marquée par l'importance des territoires agricoles (74,8 % en 2018), en diminution par rapport à 1990 (78,8 %). La répartition détaillée en 2018 est la suivante : 
terres arables (69 %), zones urbanisées (20,3 %), prairies (4,9 %), zones industrielles ou commerciales et réseaux de communication (3,6 %), zones agricoles hétérogènes (0,9 %), espaces verts artificialisés, non agricoles (0,7 %), forêts (0,7 %). L'évolution de l'occupation des sols de la commune et de ses infrastructures peut être observée sur les différentes représentations cartographiques du territoire : la carte de Cassini (XVIIIe siècle), la carte d'état-major (1820-1866) et les cartes ou photos aériennes de l'IGN pour la période actuelle (1950 à aujourd'hui).

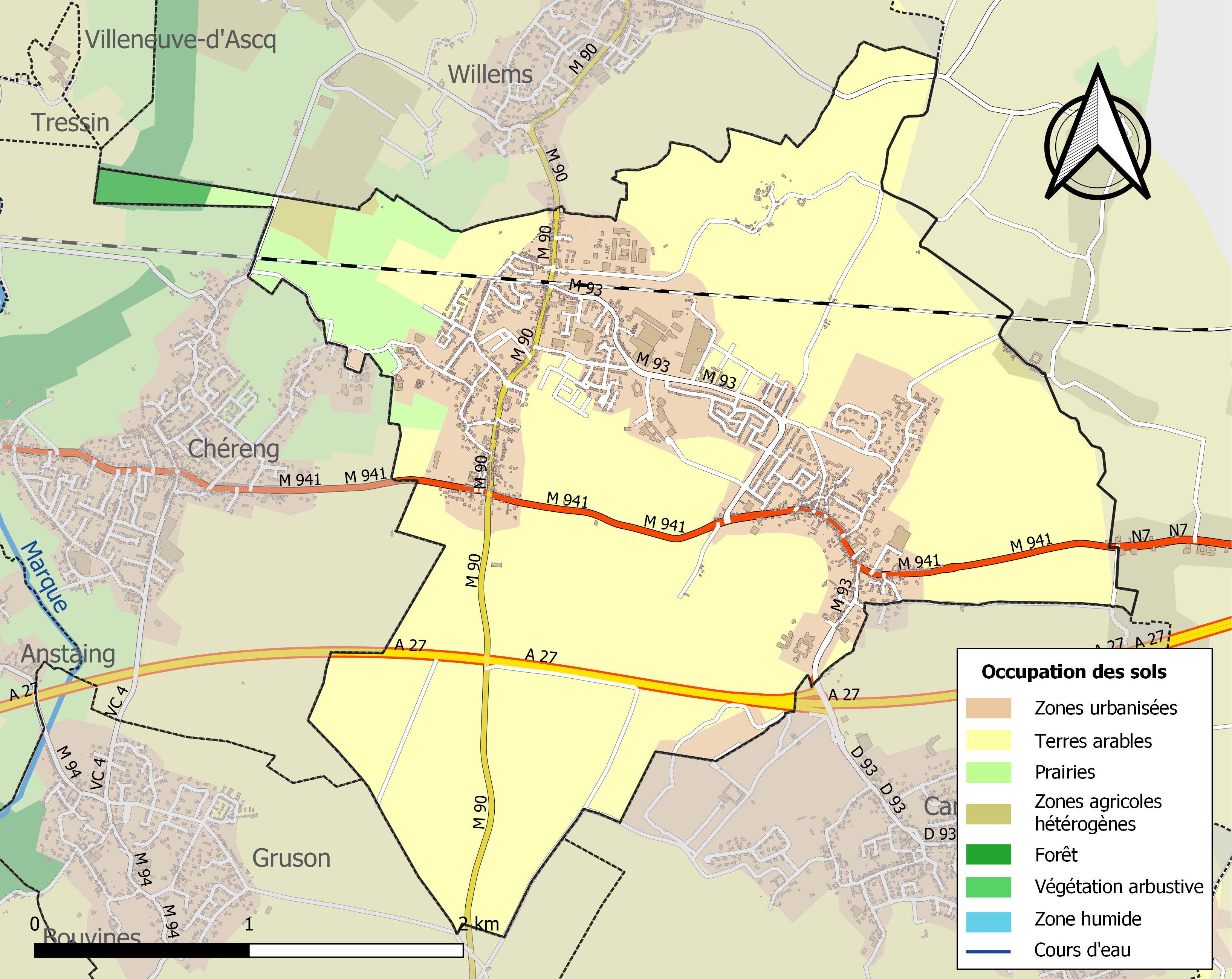
Carte des infrastructures et de l'occupation des sols de la commune en 2018 (CLC).

### Habitat et logement
En 2019, le nombre total de logements dans la commune était de 1 949, alors qu'il était de 1 845 en 2014 et de 1 645 en 2009.
Parmi ces logements, 95,5 % étaient des résidences principales, 0,4 % des résidences secondaires et 4 % des logements vacants. Ces logements étaient pour 91,4 % d'entre eux des maisons individuelles et pour 8,3 % des appartements.
Le tableau ci-dessous présente la typologie des logements à Baisieux en 2019 en comparaison avec celle du Nord et de la France entière. Une caractéristique marquante du parc de logements est ainsi une proportion de résidences secondaires et logements occasionnels (0,4 %) inférieure à celle du département (1,6 %) mais supérieure à celle de la France entière (9,7 %). Concernant le statut d'occupation de ces logements, 73,7 % des habitants de la commune sont propriétaires de leur logement (73,2 % en 2014), contre 54,7 % pour le Nord et 57,5 pour la France entière.
| Typologie                                               | Baisieux | Nord | France entière |
| ------------------------------------------------------- | -------- | ---- | -------------- |
| Résidences principales (en %)                           | 95,5     | 90,6 | 82,1           |
| Résidences secondaires et logements occasionnels (en %) | 0,4      | 1,6  | 9,7            |
| Logements vacants (en %)                                | 4        | 7,8  | 8,2            |

### Voies de communication et transports

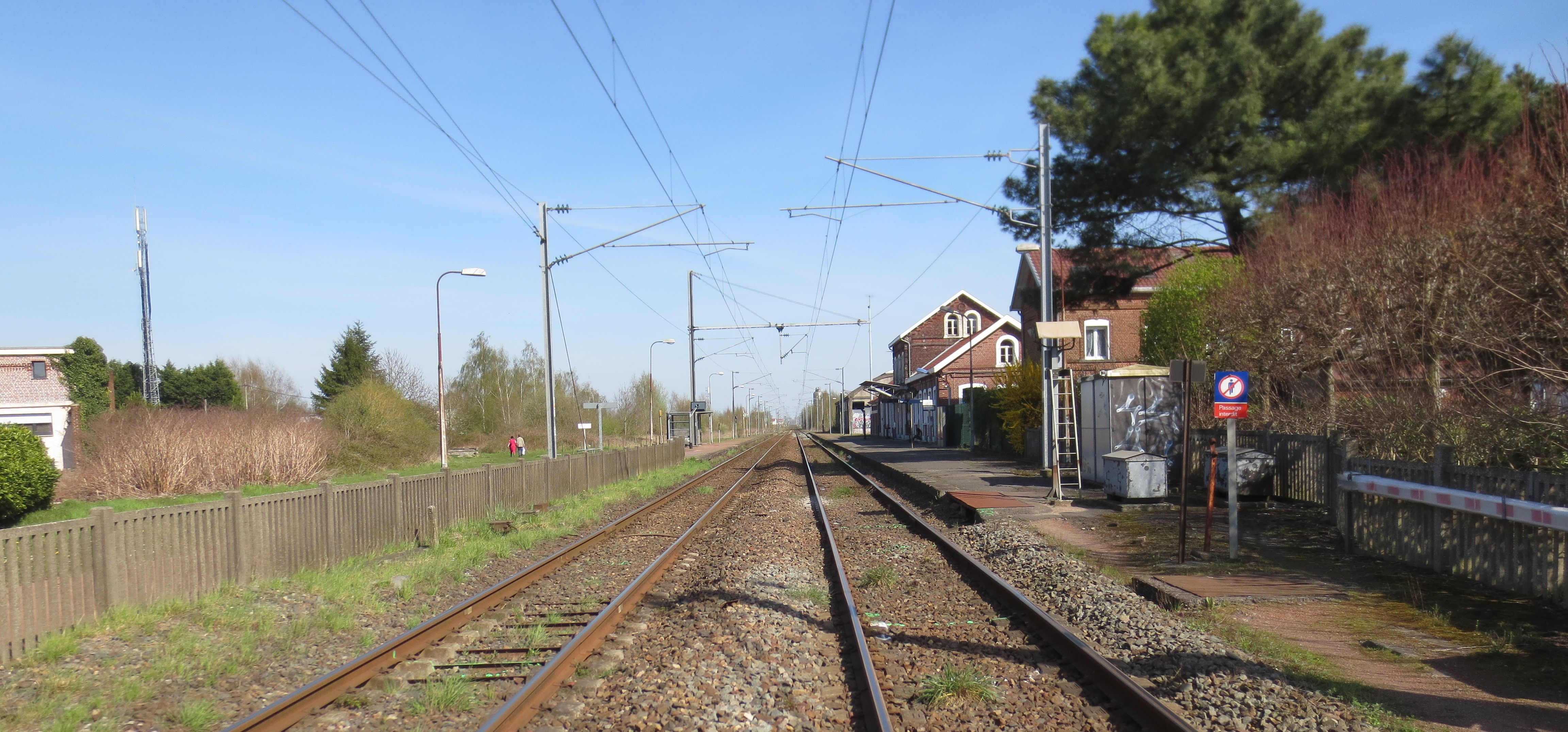
La gare.

La sortie no 3 - Baisieux de l'autoroute A27 depuis Lille à 11 km permet de quitter l'autoroute pour aller à Baisieux ou de reprendre l'autoroute en direction de Lille : les sorties et voies d'insertions pour la Belgique n'existent pas.
La gare de Baisieux est desservie par des TER Hauts-de-France assurant des liaisons entre les gares de Lille-Flandres et de Tournai en Belgique. Il s'agit de la dernière gare avant la frontière.
La commune est desservie par les lignes 66, 72, 73 et 78 ainsi que par les lignes sur réservations 20R et 26R du réseau Ilévia. Elle est également desservie par la ligne 4 du réseau belge TEC Hainaut effectuant la liaison entre Baisieux et Tournai.

## Toponymie
Baiseu, 1179, cartulaire de l'abbaye Saint-Bertin. Baseu, 1164, cartulaire de l'abbaye Saint-Calixte de Cysoing. Basui ; Basiu ; Basieu ; Basyu ; Baissieux ; Baisiue.
Voir Bézu-la-Forêt

## Histoire

### Moyen Âge
En 1164 l'église de Baisieux est concédé à l'Abbaye Saint-Calixte de Cysoing.[réf. nécessaire]

### Révolution française et Empire
Le 20 avril 1792, l'assemblée législative déclare la guerre au "roi de Bohême et de Hongrie". Lors du premier contact avec l'ennemi à Baisieux le 29 avril, les troupes de l'armée française se débandent et refluent en masse vers Lille. Le général Théobald Dillon fut tué d'un coup de fusil, à la suite de la suspicion de trahison occasionnée par l'ordre de retraite ordonnée par le général en chef de l'armée du Nord, Dumouriez. Cette retraite se transforma en déroute du fait de la panique qui s'empara d'une grande partie des troupes, cet événement est appelé "le pas de Baisieux". L'échec de deux autres offensives ouvrent alors la frontière à l'ennemi et Lille est à nouveau menacé par la guerre[réf. nécessaire].

## Politique et administration

### Rattachements administratifs et électoraux

#### Rattachements administratifs
La commune se trouve dans l'arrondissement de Lille du département du Nord.
Elle faisait partie depuis 1793 du canton de Lannoy. Dans le cadre du redécoupage cantonal de 2014 en France, cette circonscription administrative territoriale a disparu, et le canton n'est plus qu'une circonscription électorale.

#### Rattachements électoraux
Pour les élections départementales, la commune fait partie depuis 2014 du canton de Templeuve-en-Pévèle.
Pour l'élection des députés, elle fait partie de la sixième circonscription du Nord.

### Intercommunalité
Baisieux est membre de la Métropole européenne de Lille, un établissement public de coopération intercommunale (EPCI) à fiscalité propre créé en 1967 sous le statut de communauté urbaine et transformée en métropole en 2015, et auquel la commune a transféré un certain nombre de ses compétences, dans les conditions déterminées par le code général des collectivités territoriales.

### Tendances politiques et résultats
Lors du premier tour des élections municipales de 2014 dans le Nord, la liste Divers droite menée par le maire sortant Francis Delrue est la seule candidate et est donc élue en totalité, avec 1 740 voix. 
Lors de ce scrutin, 44,78 % des électeurs se sont abstenus et 14,75 % des votants ont choisi un bulletin blanc ou nul.
Lors du premier tour des élections municipales de 2020 dans le Nord, la liste divers centre menée par Philippe Limousin remporte la majorité absolue des suffrages exprimés, avec 1 013 voix (56,62 %, 21 conseillers municipaux élus dontg 1 métropolitain), devançant largement celle Divers droite menée par le maire sortant, Paul Dupont — qui avait succédé en 2016 à Francis Delrue après sa démission —  qui a recueilli 776 voix (43,37 %, 6 conseillers municipaux élus).
Lors de ce scrutin marqué par la pandémie de Covid-19 en France, 52,68 % des électeurs se sont abstenus.

### Liste des maires
| Période                                  | Période                      | Identité                       | Étiquette | Qualité                                           |
| ---------------------------------------- | ---------------------------- | ------------------------------ | --------- | ------------------------------------------------- |
| Les données manquantes sont à compléter. |                              |                                |           |                                                   |
| avant 1802                               | 1808.                        | J. B. Desfontaine              |           |                                                   |
| Les données manquantes sont à compléter. |                              |                                |           |                                                   |
| 1848                                     | 1865                         | François Salembier (1813-1889) |           | Agriculteur                                       |
| Les données manquantes sont à compléter. |                              |                                |           |                                                   |
| janvier 1881                             |                              | Aimé Carrez                    |           |                                                   |
| Les données manquantes sont à compléter. |                              |                                |           |                                                   |
| 1973                                     | mars 1983                    | Robert David                   |           |                                                   |
| mars 1983                                | mars 2016                    | Francis Delrue                 | DVD       | Ingénieur Vice-président de la MEL Démissionnaire |
| mars 2016                                | mai 2020                     | Paul Dupont                    | DVD       | Retraité, ancien premier adjoint                  |
| mai 2020,                                | En cours (au 3 octobre 2022) | Philippe Limousin              | DVC       | Directeur d'agence de services retraité           |

### Instances de démocratie participative
La commune s'est dotée en 2021 de 3 conseils de quartier,, ainsi que d'un conseil municipal des jeunes,.

## Équipements et services publics

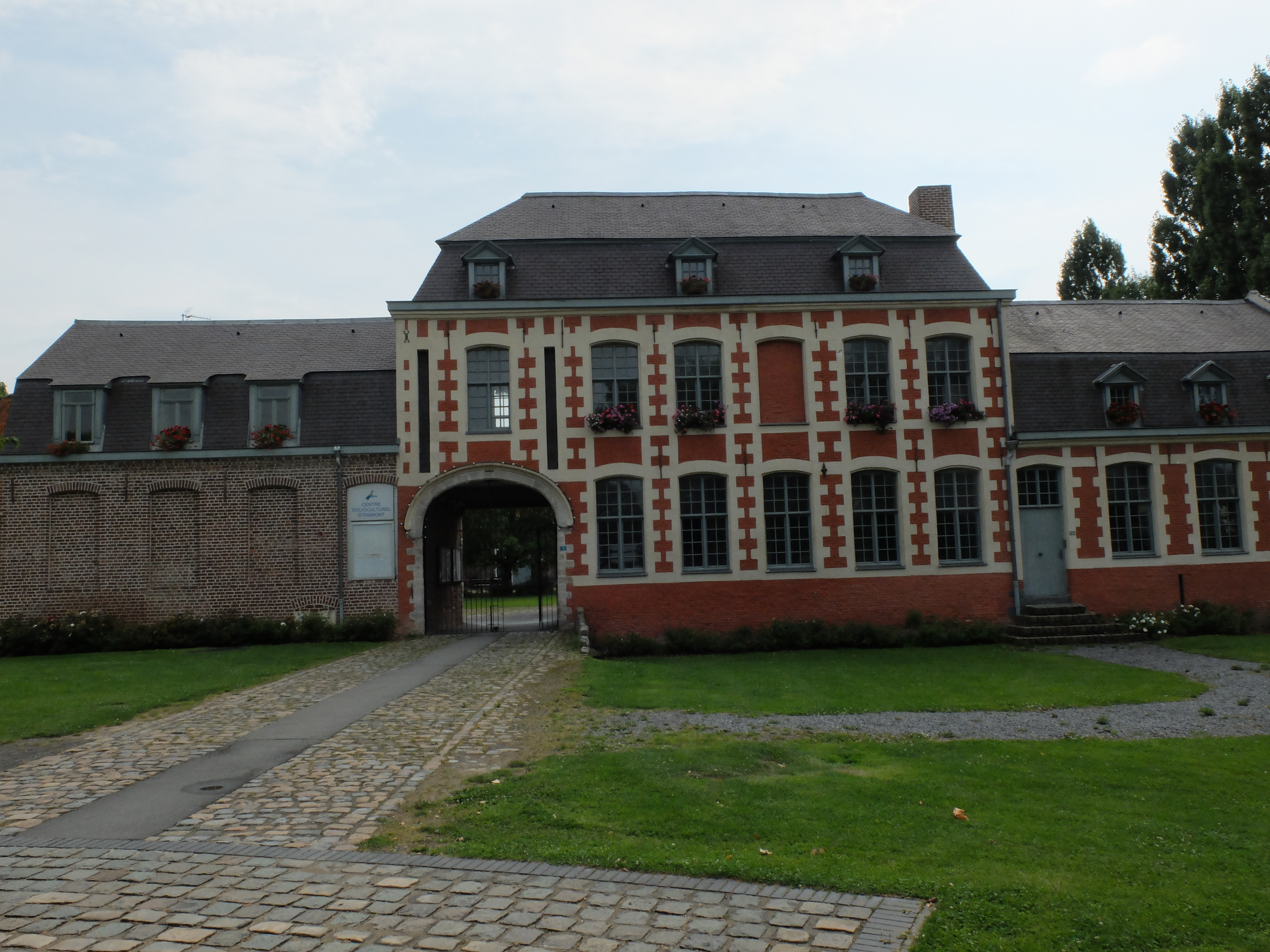
Le centre socioculturel.

### Enseignement
Baisieux relève de l'académie de Lille.
Elle comporte une école publique et deux écoles privées : 
- École publique Paul-Émile-Victor, étendue pour la rentrée 2021[36] ;
- École privée du Sacré-Cœur[37] ;
- École privée Saint-Jean-Baptiste.

### Équipements sportifs
Le complexe sportif Suzanne-Regnier est livré en octobre 2021, en remplacement de la salle Ludovic-Torres, détruite par incendie en 2016. D'une surface de 41 000 m2 accueille les sportifs des sections sportives locales  telles que le badminton, le tennis de table, le volley-ball, la gymnastique, le yoga, les arts martiaux et la MMA,.

### Postes et télécommunications
Un bureau de poste est implanté dans la commune.

### Justice, sécurité, secours et défense
Baisieux dispose d'une gendarmerie nationale, ainsi que d'un réseau de vidéosurveillance implanté fin 2019.
Compte tenu de sa qualité de commune frontalière, Baisieux accueille une brigade des douanes.
La commune relève du tribunal judiciaire de Lille, de la cour d'appel de Douai, du tribunal pour enfants de Lille, du tribunal de commerce de Tourcoing, du tribunal administratif de Lille et de la cour administrative d'appel de Douai.

## Population et société

### Démographie

#### Évolution démographique
L'évolution du nombre d'habitants est connue à travers les recensements de la population effectués dans la commune depuis 1793. Pour les communes de moins de 10 000 habitants, une enquête de recensement portant sur toute la population est réalisée tous les cinq ans, les populations de référence des années intermédiaires étant quant à elles estimées par interpolation ou extrapolation. Pour la commune, le premier recensement exhaustif entrant dans le cadre du nouveau dispositif a été réalisé en 2007.

En 2022, la commune comptait 5 361 habitants, en évolution de +12,86 % par rapport à 2016 (Nord : +0,51 %, France hors Mayotte : +2,11 %).
| 1793  | 1800  | 1806  | 1821  | 1831  | 1836  | 1841  | 1846  | 1851  |
| ----- | ----- | ----- | ----- | ----- | ----- | ----- | ----- | ----- |
| 1 600 | 1 164 | 1 379 | 1 674 | 1 808 | 1 849 | 1 878 | 1 900 | 1 943 |

| 1856  | 1861  | 1866  | 1872  | 1876  | 1881  | 1886  | 1891  | 1896  |
| ----- | ----- | ----- | ----- | ----- | ----- | ----- | ----- | ----- |
| 1 971 | 1 997 | 2 027 | 2 020 | 2 009 | 1 966 | 1 970 | 2 033 | 2 041 |

| 1901  | 1906  | 1911  | 1921  | 1926  | 1931  | 1936  | 1946  | 1954  |
| ----- | ----- | ----- | ----- | ----- | ----- | ----- | ----- | ----- |
| 1 981 | 1 927 | 1 950 | 1 905 | 2 134 | 2 378 | 2 551 | 2 608 | 2 851 |

| 1962  | 1968  | 1975  | 1982  | 1990  | 1999  | 2006  | 2007  | 2012  |
| ----- | ----- | ----- | ----- | ----- | ----- | ----- | ----- | ----- |
| 2 879 | 2 942 | 2 851 | 3 505 | 3 555 | 4 039 | 4 078 | 4 084 | 4 571 |

| 2017  | 2022  | - | - | - | - | - | - | - |
| ----- | ----- | - | - | - | - | - | - | - |
| 4 765 | 5 361 | - | - | - | - | - | - | - |

#### Pyramide des âges
La population de la commune est relativement jeune.
En 2018, le taux de personnes d'un âge inférieur à 30 ans s'élève à 37,0 %, soit en dessous de la moyenne départementale (39,5 %). À l'inverse, le taux de personnes d'âge supérieur à 60 ans est de 21,6 % la même année, alors qu'il est de 22,5 % au niveau départemental.
En 2018, la commune comptait 2 368 hommes pour 2 416 femmes, soit un taux de 50,5 % de femmes, légèrement inférieur au taux départemental (51,77 %).
Les pyramides des âges de la commune et du département s'établissent comme suit.
| Hommes | Classe d’âge | Femmes |
| ------ | ------------ | ------ |
| 0,4    | 90 ou +      | 0,7    |
| 4,9    | 75-89 ans    | 6,5    |
| 13,8   | 60-74 ans    | 16,7   |
| 19,8   | 45-59 ans    | 21,1   |
| 21,1   | 30-44 ans    | 20,8   |
| 16,8   | 15-29 ans    | 15,1   |
| 23,1   | 0-14 ans     | 19,0   |

| Hommes | Classe d’âge | Femmes |
| ------ | ------------ | ------ |
| 0,5    | 90 ou +      | 1,4    |
| 5,3    | 75-89 ans    | 8,1    |
| 14,8   | 60-74 ans    | 16,2   |
| 19,1   | 45-59 ans    | 18,4   |
| 19,5   | 30-44 ans    | 18,7   |
| 20,7   | 15-29 ans    | 19,1   |
| 20,2   | 0-14 ans     | 18     |

### Sports et loisirs
La commune de Baisieux compte de nombreuses associations sportives et culturelles.
- Baisieux Arts Martiaux
- Badminton Club de Baisieux
- Courir à Baisieux
- La Tour Basilienne[48]
- Danse : Trois Petits Points
- Comédie Musicale (Danse, Chant et Théâtre) : EnVol'[49]
- Association Sportive Baisieux Patro (football)
- Gymnastique d'Entretien pour Adultes (GEA)
- Tout du Ch'min (marche)
- La Boule Basilienne de Loisirs (pétanque)
- Tennis Club de Baisieux
- Baisieux Tennis de Table
- Baisieux Volley Club
- Association de Yoga
- Baisieux à Vélo
- Soufflé N'est Pas Joué ! (SNPJ) (théâtre amateur)

Partenariats :
- Partenariat avec l'Association Asie Energétique (Qi Gong et tai chi chuan)
- Mosaic

## Culture locale et  et patrimoine

### Lieux et monuments

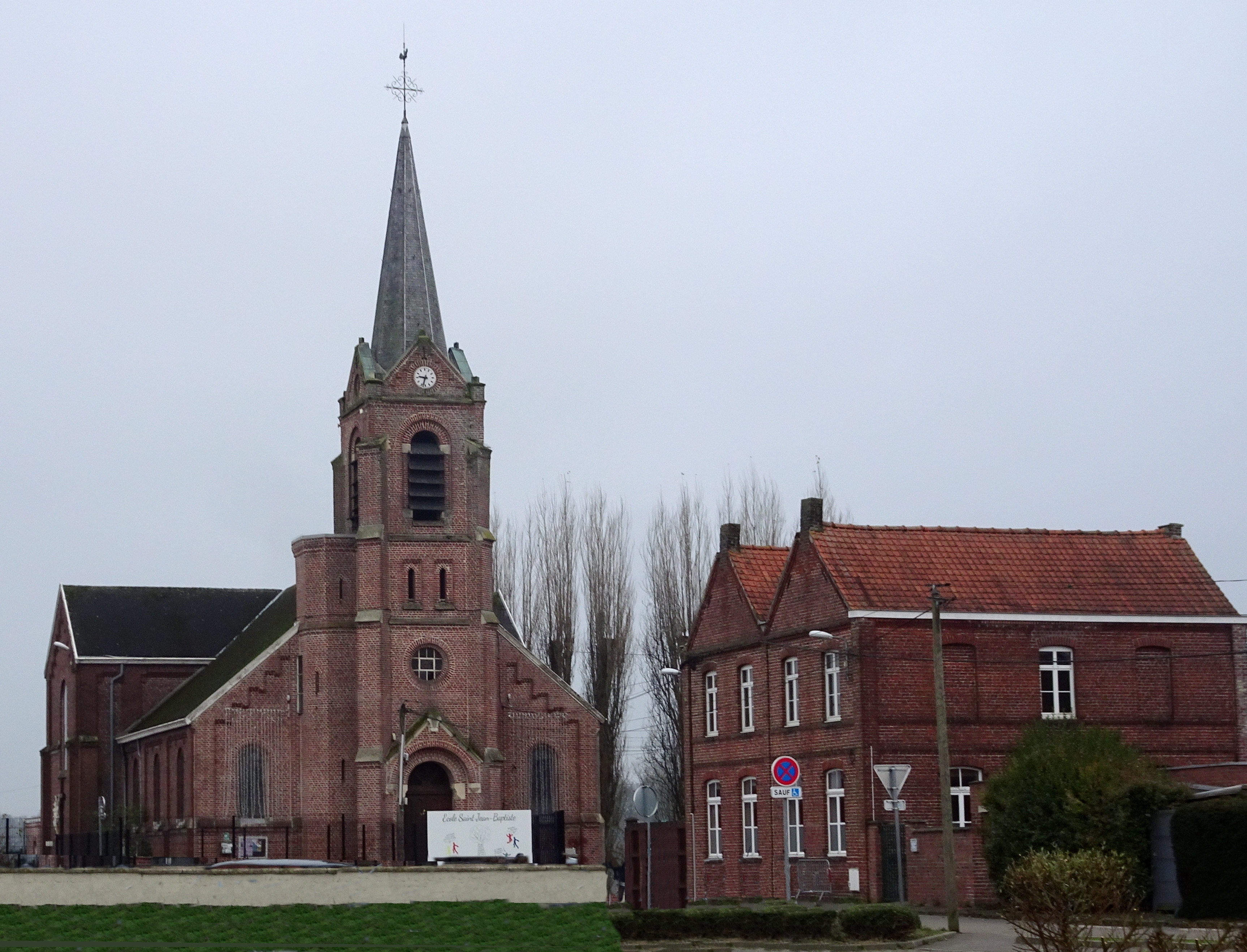
Église Catholique Saint-Jean-Baptiste (au hameau de Sin)

- L'église Saint-Jean-Baptiste, au hameau de Sin.
- L'église Saint-Martin.

Eglise Saint-Martin de Baisieux
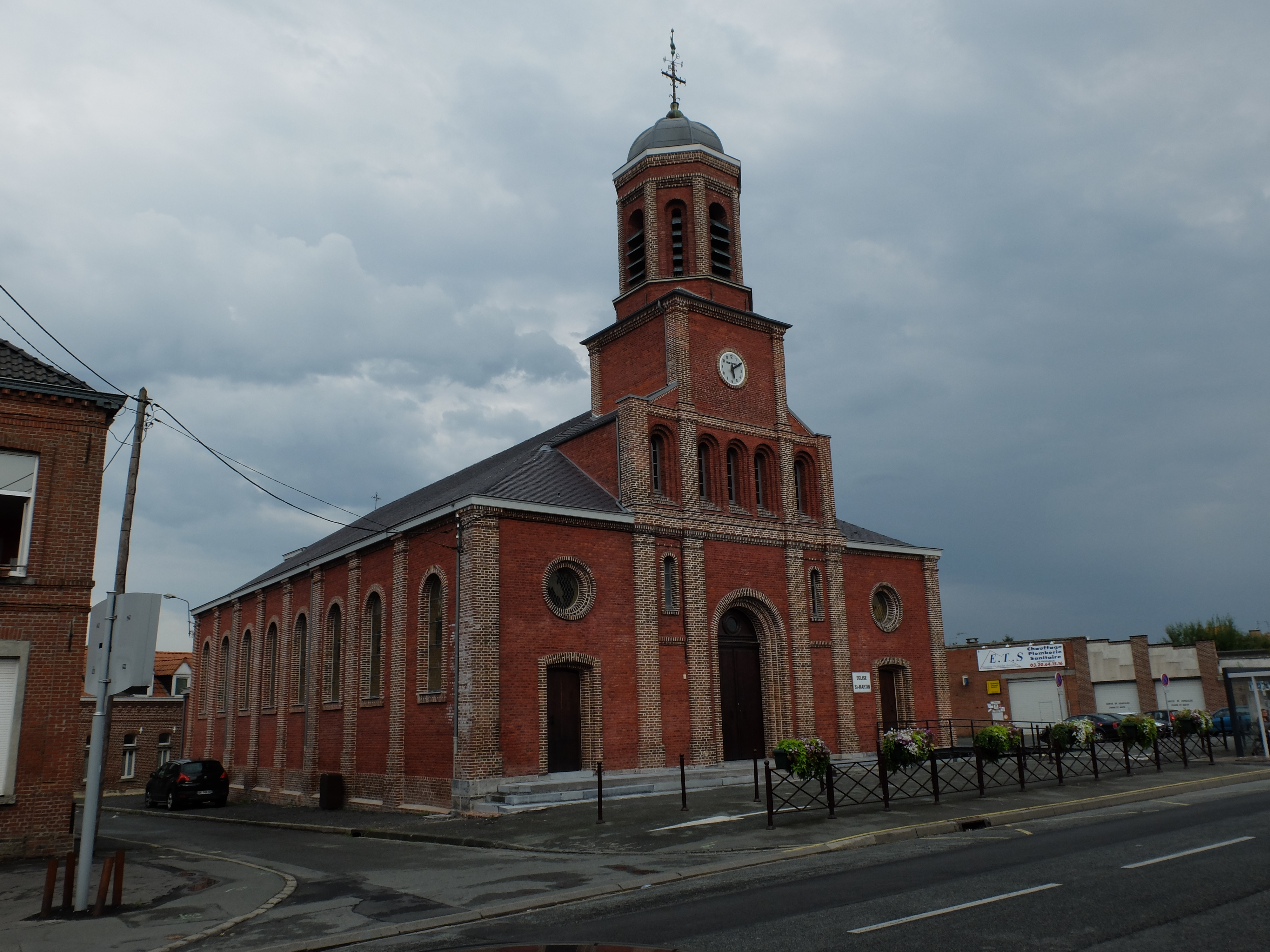

La commune compte plusieurs anciens bâtiments d'entreprise remarquables :
- rue de Breuze : usine de traitement des corps gras dite raffinerie Imperator[50] - 1968
- avenue Colombier : tissage Masurel puis Colombier, actuellement magasin de commerce S.O.N.E.P.[51] - 1907
- rue de la Mairie : usine de papiers peints, usine textile dite Manufacture du Nord Balatum, puis Société de Papeterie Balatum, puis papeterie de Baisieux, puis Balamundi France, puis Société internationale de revêtement Baladécor, actuellement Sommer Needlepunch[52] - 1923.
- 74-76 place du Général-de-Gaulle : brasserie Duquennoy[53] - 1933
- 75-77 rue Louis-Deffontaine : tissage et usine de bonneterie Debucquoy, puis usine textile Liflandre[54] - XXe siècle
- rue de la Malterie : malterie Seydl, puis Thieffry, Malteurop[55] - 1903

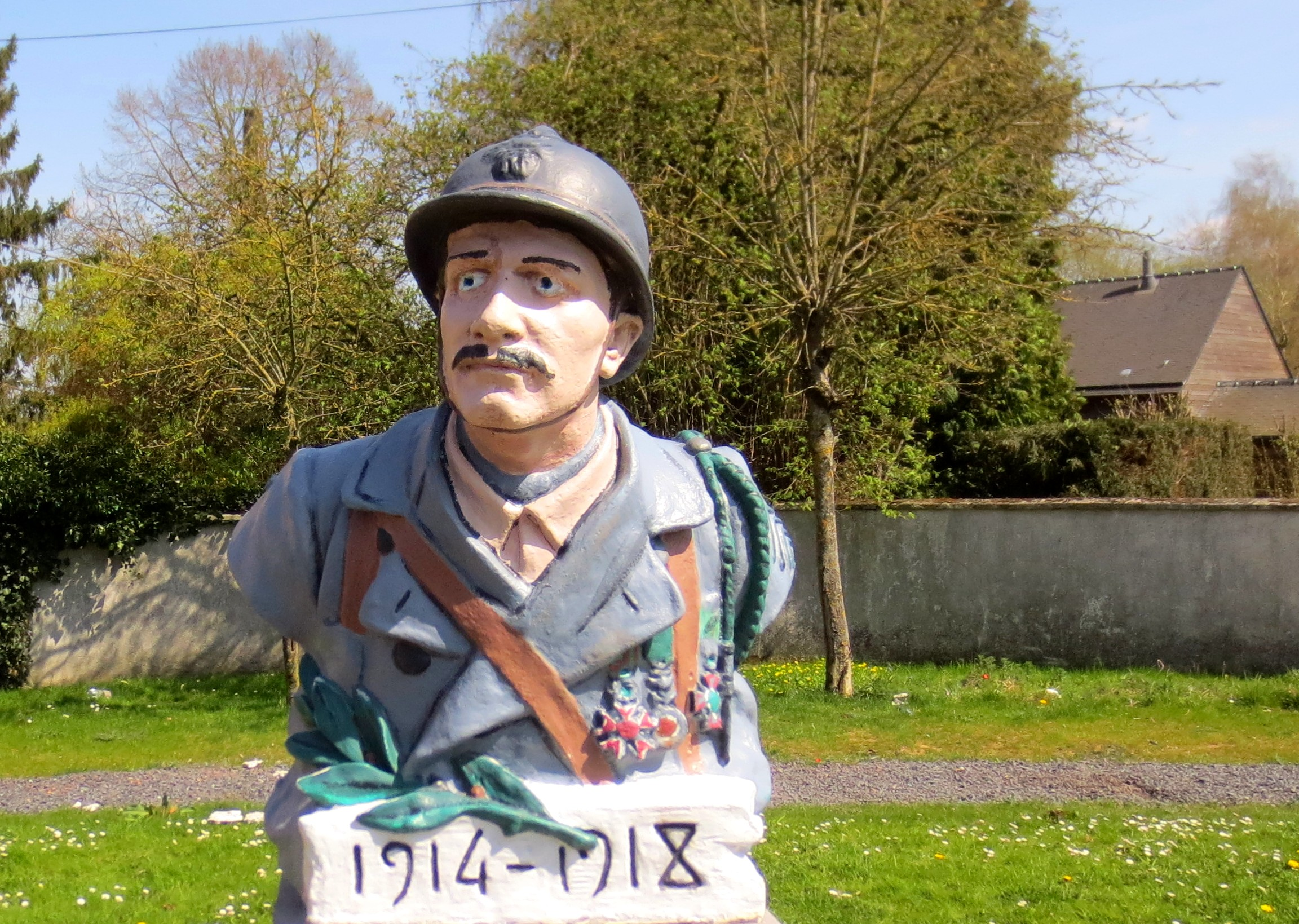
Monument aux morts

## Héraldique
| Blason de Baisieux | Blason  | Bandé d'or et d'azur de six pièces.              |
| Blason de Baisieux | Détails | Le statut officiel du blason reste à déterminer. |

## Pour approfondir